# Лавена Понте Треза
Лавена Понте Треза (итал. Lavena Ponte Tresa) је насеље у Италији у округу Варезе, региону Ломбардија.
Према процени из 2011. у насељу је живело 5268 становника. Насеље се налази на надморској висини од 277 м.

## Становништво
| 1936. | 1951. | 1961. | 1971. | 1981. | 1991. | 2001. | 2011. |
| ----- | ----- | ----- | ----- | ----- | ----- | ----- | ----- |
| 1.107 | 1.306 | 2.186 | 4.629 | 5.043 | 5.188 | 5.227 | 5.414 |